# Commune van Parijs (1871)

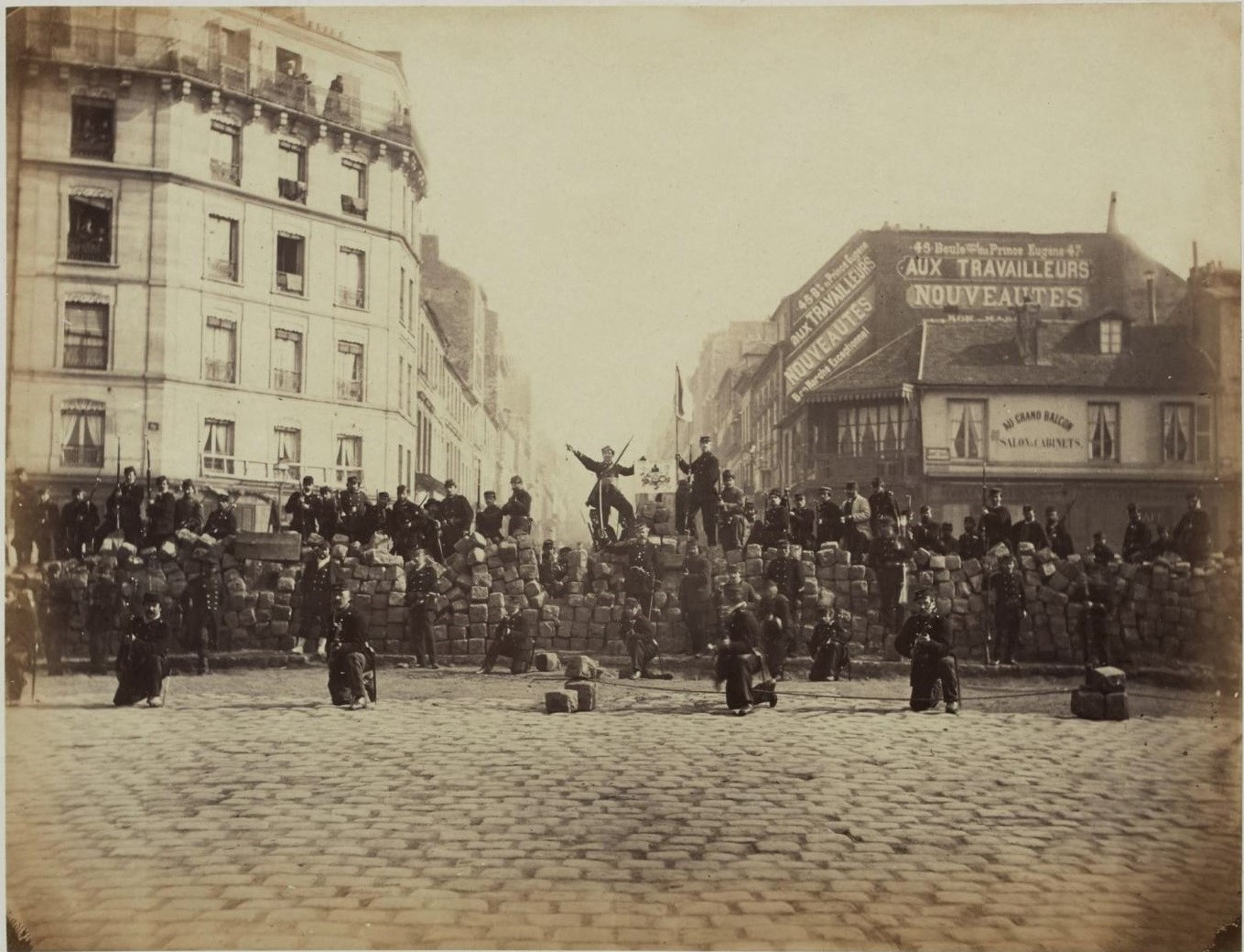
Barricade van de communards, 18 maart 1871

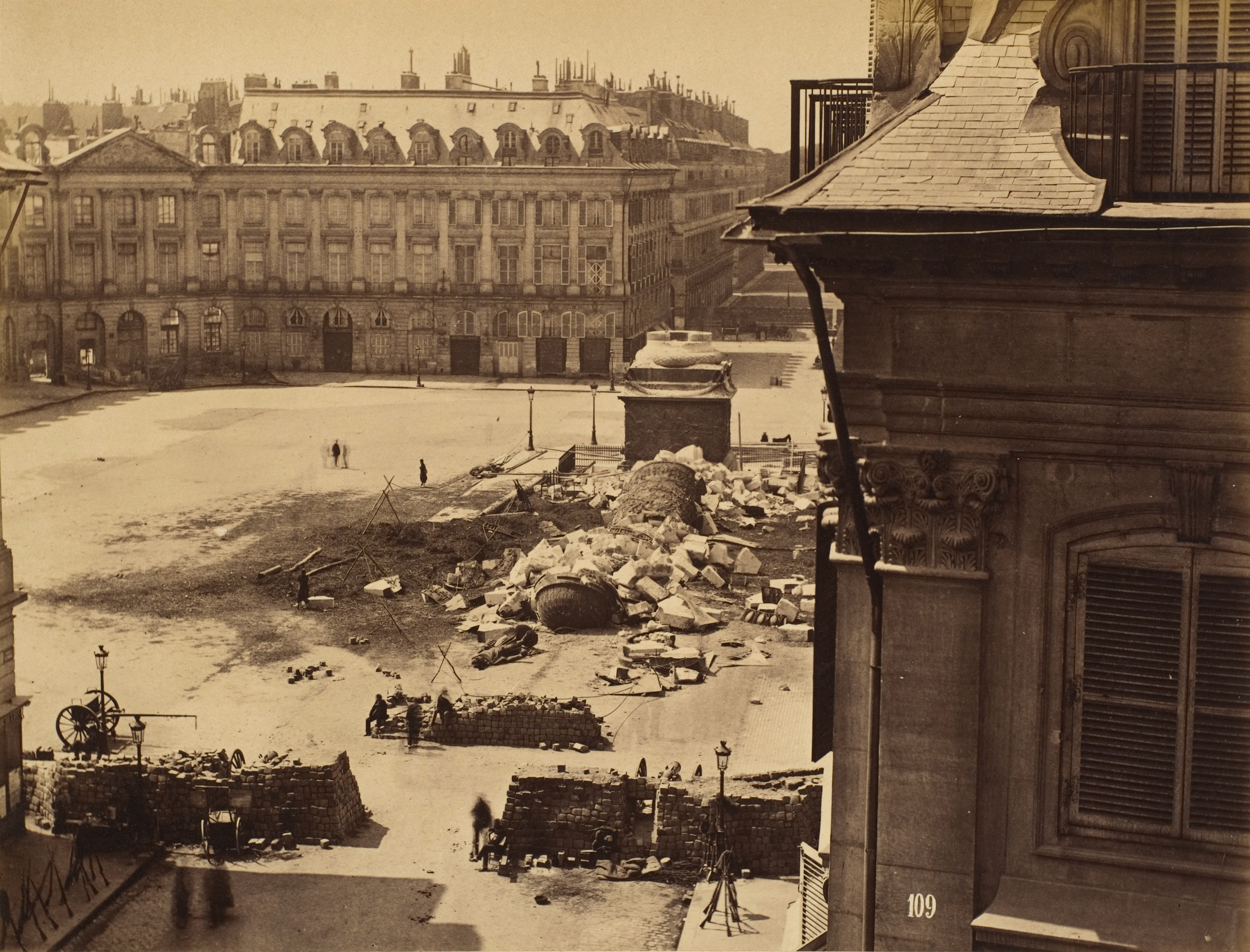
De resten van de Colonne Vendôme die door de communards was neergehaald

De Commune van Parijs was een Frans revolutionaire regering die van 18 maart 1871 tot 28 mei 1871  hoofdzakelijk over de stad Parijs heerste, maar bloedig werd neergeslagen door het leger van de Derde Franse Republiek.

## Aanloop
Er waren voordien al twee opstanden geweest in Parijs tijdens de Frans-Duitse Oorlog, de eerste op 31 oktober 1870 en de tweede op 22 januari 1871. In beide gevallen was dit een gevolg van een militaire nederlaag die het Franse leger had geleden en van sociale spanningen binnen het belegerde Parijs. Veel leden van de bovenklasse en hoge middenstand verlieten namelijk de stad juist voor haar beleg. De revolutionaire Parijzenaren zagen de Franse regering als zwak en eisten dat deze de oorlog bleef voortzetten. In beide gevallen werden de opstanden zowel met beloftes als arrestaties onderdrukt.
Toen op 26 januari 1871 de Franse regering capituleerde voor de Duitsers, werden veel Parijzenaren woedend. De Parijse bevolking had juist een beleg van 4 maanden doorstaan en zag deze capitulatie als een verraad. Bij de vredesbesprekingen eiste Duitsland dat Elzas-Lotharingen afgestaan moest worden aan Duitsland en men vreesde dat Parijs zelf bezet ging worden door Duitse troepen. In de verkiezingen die volgden op de capitulatie stemde het grote merendeel van Parijs op socialistische en radicaal republikeinse kandidaten. Er werd een nieuwe regering gevormd onder Adolphe Thiers, een katholieke monarchist.
In maart 1871 eiste deze nieuwe regering de onmiddellijke afdracht van rente, pacht, huren en belastingen. Het Parijse bedrijfsleven lag helemaal stil tijdens het beleg van Parijs door de Duitsers. Daarom riep de vorige regering een wettelijk uitstel af van het betalen van schulden en huren. De nieuwe regering hief dit uitstel op, waardoor alle vorderingen direct opeisbaar werden. De kleine bedrijven hadden geen inkomsten, omdat er geen bevoorrading van goederen en grondstoffen was en konden hun schulden niet betalen. De meeste arbeiders waren werkloos door de stilstand van het bedrijfsleven. Binnen enkele dagen werden er 300.000 faillissementen aangevraagd door bedrijven en huishoudens.
Tegelijkertijd stopte de regering met het betalen van loon aan honderdduizend leden van de Nationale Garde. De regering wilde ook de wapens van de Nationale Garde afnemen, omdat deze al vaker had deelgenomen in kleine opstanden en een sterk revolutionair element bevatte. De Nationale Garde weigerde om zijn wapens af te geven en op 18 maart brak er een oproer uit, nadat de regering 227 kanonnen uit Belleville en Montmartre wou laten weghalen.

## Opstand en bestuur
Toen de Nationale Garde hoorde dat het leger de kanonnen in beslag aan het nemen was, besloot deze in te grijpen. De leden van de Nationale Garde, samen met een menigte, omsingelden de soldaten die hiermee bezig waren. Dit zorgde ervoor dat de soldaten zich terugtrokken en dat hun officieren gevangen werden genomen. Nadat het de soldaten niet was gelukt om de kanonnen in beslag te nemen, trokken het leger en de regering terug uit de stad en de forten rondom de stad richting Versailles. De Nationale Garde nam vervolgens de stad, de regeringsgebouwen en de forten rondom over en riep een Commune van Parijs uit. Er werd, net als in 1791 en 1848, een rode vlag gebruikt als het symbool van een nieuwe revolutie.
Nadat de republikeinse burgemeesters van Parijs werden afgezet, organiseerde het centraal comité van de Nationale Garde nieuwe verkiezingen. Het leiderschap van de Commune, de Conseil de la Commune, werd gekozen op 26 maart. 233.000 van de 485.000 geregistreerde stemmers hadden hiermee ingestemd. Er werden 92 leden van de Raad verkozen waaronder 9 blanquisten, 25 "onafhankelijke revolutionairen" en 15 leden van de Internationale.
Op 28 maart werd de eerste vergadering van de revolutionaire regering van Parijs gehouden. Er werden al snel ingrijpende hervormingen voorgesteld, al konden er maar een paar doorgevoerd worden; waaronder:
- de scheiding van kerk en staat;
- de nationalisering van kerkelijk eigendom;
- de kwijtschelding van schulden die men had opgelopen tijdens het beleg;
- de afschaffing van kinderarbeid en nachtwerk in bakkerijen;
- het verlenen van pensioenen aan ongehuwde partners en kinderen van gedode leden van de Nationale Garde;
- de gratis teruggave van middelen die in beslag waren genomen tijdens het beleg;
- het uitstel van commerciële schuldverplichtingen en afschaffing van de rente op de schulden;
- het recht voor arbeiders om zichzelf te besturen indien de eigenaar van hun bedrijf gevlucht was;
- het verbod voor werkgevers om boetes te geven aan hun werknemers;

De Parijse Commune kreeg het daarnaast voor elkaar om de publieke voorzieningen, hetzij tijdelijk, weer aan de gang te brengen.
In de Commune van Parijs waren uiteenlopende groepen revolutionairen actief, waaronder anarchisten, socialisten, blanquisten, jacobijnen, feministen en republikeinen. Ook buitenlandse revolutionairen namen deel aan de Commune-opstand, zoals bijvoorbeeld de Pool Jaroslav Dombrowski en de Russin Elisabeth Dmitrieff.
Ook buiten Parijs, in Lyon en Besançon, werden er door revolutionairen een aantal Communes uitgeroepen. Deze hadden echter veel minder succes en vielen al snel uiteen of werden met geweld de kop in gedrukt.
Begin april 1871 besloot het centraal comité van de Nationale Garde om de regering-Thiers definitief tot een eind te brengen. Ze organiseerde een gewapende mars van 27.000 Nationale Garde leden op Versailles met de bedoeling de stad in te nemen. Men was in de veronderstelling dat dit geweldloos zou gebeuren, omdat de Franse legersoldaten voordien al eens bij Montmartre weigerden te vuren op de Nationale Garde leden. Toen ze echter een aantal forten op de weg naar Versailles passeerden, werden ze onder vuur genomen door artillerie. Hierop trok de Nationale Garde in paniek terug naar Parijs.
In de paniek die hierop volgde werd er een comité opgesteld van publieke veiligheid met als doel vijanden van de commune gevangen te nemen. Dit gebeurde echter niet zonder veel opspraak binnen het kamp van de revolutionairen zelf. Vooral de clerus en leden van het leger die niet uit Parijs gevlucht waren, werden geviseerd.

## De "bloedige week" en het einde van de commune

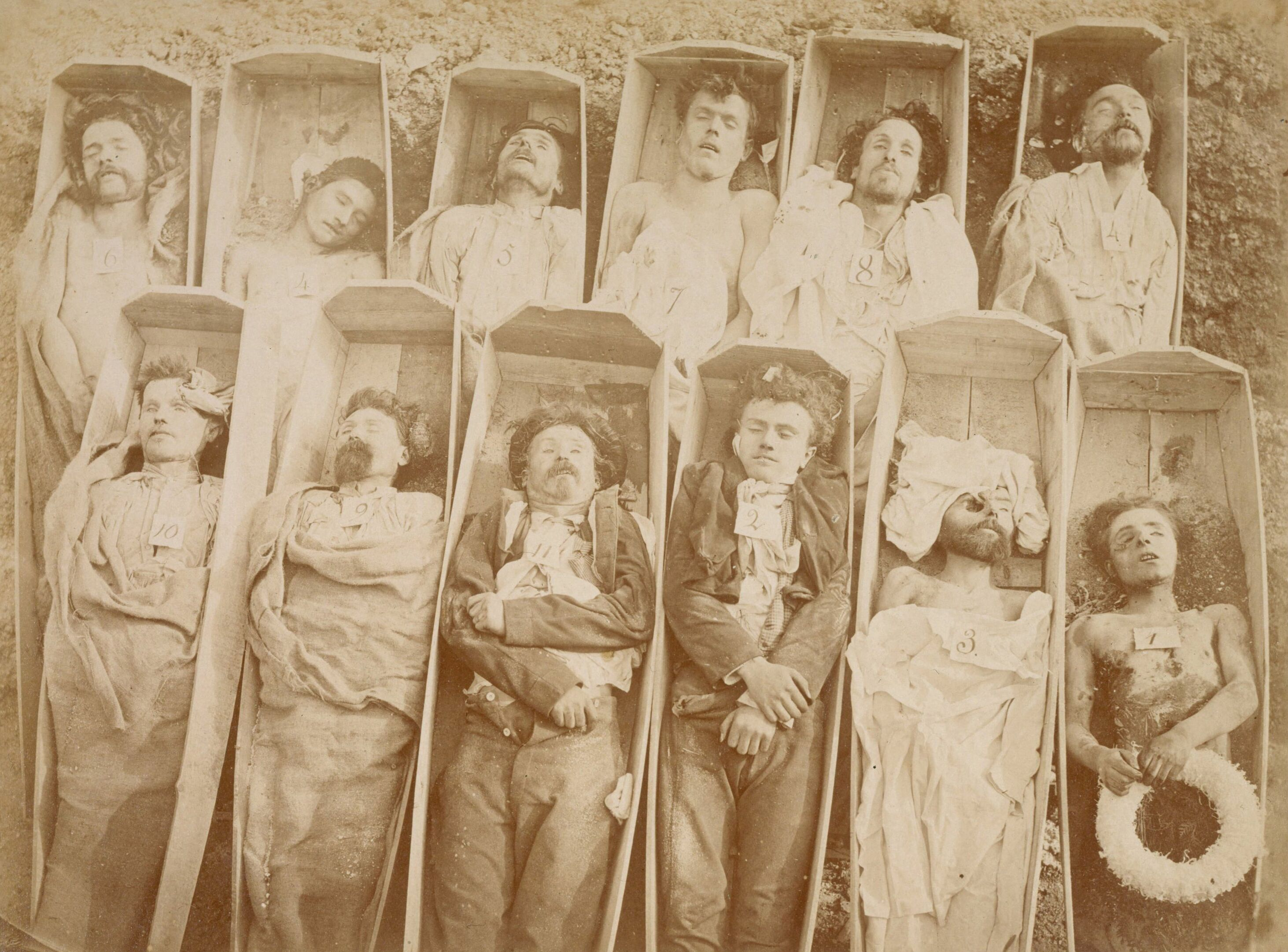
Gedode communards in hun lijkkisten

In de tussentijd vormde de regering-Thiers te Versailles een leger om Parijs terug in te nemen. Een eerste obstakel waren de forten van Issy en Vanves, die op strategische posities rondom de stad lagen en dus ingenomen moest worden vooraleer het leger Parijs kon binnentrekken. Het leger begon met de forten te bombarderen op 26 april en na twee weken vechten waren de revolutionairen gedwongen zich terug te trekken. Het leger kon nu haar kanonnen richten op Parijs zelf.
Tussen 13 en 21 mei werkte het leger onder Patrice de Mac Mahon zich langzaam een weg naar de stadsomwalling van Parijs. Op 21 mei slaagde het leger om Parijs binnen te breken in de stadsomwalling van Thiers via het noordwesten. De revolutionairen onder leiding van Dombrowski begonnen barricades op te zetten in de stad. Straatgevechten begonnen de volgende dag. De revolutionairen waren sterk in de minderheid en minder getraind dan de professionele troepen van het Franse leger. Tussen 22 mei en 28 mei verloren de revolutionairen meer en meer terrein. In hun terugtocht staken ze systematisch "monarchistische" monumenten in brand waaronder het stadhuis, de Notre-Dame, het Louvre en het Tuilerieënpaleis. Ook zeventig gijzelaars onder wie Georges Darboy, de aartsbisschop van Parijs, werden gedood. Uiteindelijk bleven als laatste revolutionaire bastions de begraafplaats Père-Lachaise en de gevangenis van La Roquette over. Het leger nam deze in op 27 en 28 mei, waarna de Parijse Commune officieel tot een eind kwam.
De revolutie werd bloedig onderdrukt door het regeringsleger. Zo bloedig zouden de gevechten en daaropvolgende massa-executies zijn dat de week van 21 tot 28 mei 1871 de semaine sanglante, de bloedige week, werd genoemd. In totaal werden ongeveer 30.000 mensen gedood en rond de 40.000 gevangengenomen. Van het regeringsleger werden 900 soldaten gedood. Naar schatting zijn er 17.000 tot 25.000 mensen na arrestatie zonder vorm van proces gefusilleerd. Bij de begraafplaats Père-Lachaise werden 147 leden van de Commune, waaronder 1 vrouw, zonder vorm van proces gefusilleerd. De gevangengenomen revolutionairen werden veroordeeld tot lange gevangenisstraffen en 4.600 van hen tot deportatie naar Nieuw-Caledonië. In 1879 kregen de revolutionairen collectief amnestie.

## Waardering
De betekenis van de Parijse Commune is al sinds 1871 onderwerp van interpretatie. Door tijdsgenoten en later conservatieven wordt het bewind als schrikbeeld aangehaald van een ordeloze toestand, zonder respect voor eigendommen en de goede zeden. Ook de participatie van vrouwen in de revolutie is hierbij vaak steen des aanstoots geweest. Deze stuitte overigens ook bij aanhangers van de Commune niet op onverdeeld positieve reacties.
Vanuit socialistische en anarchistische hoek wordt de Commune vaak beschouwd als een vroege poging tot een volledige antikapitalistische revolutie. Deze mening is onder anderen Marx toegedaan, die schreef dat de Commune 'een bepaalde vorm' was van de 'sociale republiek' die al eerder door Parijse arbeiders werd geëist, tijdens het Juni-oproer van 1848. Hij vatte deze republiek op als een klasseloze maatschappij en een voorbeeld van de dictatuur van het proletariaat. In Marx' voetsporen was ook Lenin overtuigd van het socialistische karakter van de Commune.
Bakoenin had als anarchist minder vertrouwen in de opstand van de commune, daar hij zijn moed eerder had verloren door het falen van de commune van Lyon. Verder laakte hij ook de deelname van de jacobijnen en blanquisten die eigenlijk een centraal gezag onderschreven, iets dat haaks stond op zijn anarchistische gedachten. Waar hij echter wel veel interesse in had was het enthousiasme en de vastberadenheid van de Parijse commune. Hierover heeft hij dan ook veel artikels geschreven.
Bij de interpretatie van Marx worden vraagtekens gezet door latere denkers als Henri Lefebvre, David Harvey en Manuel Castells. Zij wijzen op het aspect van strijd tussen de stad Parijs en de staat Frankrijk: de meeste retoriek van de revolutionairen was eerder tegen de kapitalistische regering en monarchistische elementen binnen de staat dan tegen het kapitalisme zelf gericht.